# بوسولاسكو
بوسولاسكو هيبلدية (كوميون) في مقاطعة كونيو في منطقة بيدمونت الإيطالية، وتقع على بعد حوالي 70 كيلومتر (43 ميل) جنوب شرق تورينو وحوالي 45 كيلومتر (28 ميل) شمال شرق كونيو.

## المعالم السياحية الرئيسية
- قلعة باليسترينو
- قلعة ديل كاريتو (القرن الرابع عشر)